# Hemosiderine
Hemosiderine is een geel-bruin, ijzerbevattend pigment.
Het ontstaat door cellen van het M.P.S. (Mononucleair Fagocyten Systeem) gelegen in bijvoorbeeld de milt, de lever, en het beenmerg, die het vermogen bezitten om oude of beschadigde rode bloedcellen te fagocyteren en af te breken. Na afbraak blijft er hemosiderine over. Dit product is van andere pigmenten te onderscheiden door specifieke ijzerkleuringen.
Een aandoening die gerelateerd is aan afzetting van hemosiderine is hemosiderose.